# Ban Lễ tang Nhà nước
Ban Lễ tang Nhà nước là tổ chức đứng đầu chủ trì các lễ tang của các nhà lãnh đạo cao cấp thuộc nhà nước Cộng Hòa Xã Hội chủ Nghĩa Việt Nam.

## Khái niệm
Ban Lễ tang Nhà nước bao gồm từ 25 đến 30 thành viên đại diện Bộ Chính trị, Ban Chấp hành Trung ương, Quốc hội, Chủ tịch nước, Chính phủ, Ủy ban Trung ương Mặt trận Tổ quốc Việt Nam, các đoàn thể Trung ương, cơ quan nơi người từ trần đã hoặc đang công tác, đại diện lãnh đạo tỉnh, thành phố trực thuộc Trung ương quê hương hoặc nơi sinh của người từ trần.

## Nhiệm vụ
Theo Nghị định 105/2012/NĐ-CP, Ban Lễ tang Nhà nước có nhiệm vụ chỉ đạo điều hành, giám sát, việc thực hiện tổ chức Lễ Quốc tang, lễ tang cấp nhà nước của ban tổ chức lễ tang nhà nước.

## Lãnh đạo ban tang lễ nhà nước
Theo các nghị định, quy định của nhà nước Việt Nam: Trưởng Ban Lễ tang Nhà nước là Tổng Bí thư Ban Chấp hành Trung ương Đảng Cộng sản Việt Nam hoặc Chủ tịch nước Cộng hòa xã hội chủ nghĩa Việt Nam, nhưng việc này thì phần lớn sẽ do Tổng Bí thư Trung ương Đảng Cộng sản Việt Nam đảm nhiệm.

## Các trưởng ban lễ tang qua các thời kỳ
- Tổng Bí thư Ban Chấp hành Trung ương Đảng Lê Duẩn(1969-1985)[cần dẫn nguồn]
- Chủ tịch Hội đồng Nhà nước Trường Chinh (1985-1986)[cần dẫn nguồn]
- Tổng Bí thư Ban Chấp hành Trung ương Đảng Nguyễn Văn Linh (1986-1991)[cần dẫn nguồn]
- Tổng Bí thư Ban Chấp hành Trung ương Đảng Đỗ Mười (1991-1997)[cần dẫn nguồn]
- Tổng Bí thư Ban Chấp hành Trung ương Đảng Lê Khả Phiêu (1997-2001)[cần dẫn nguồn]
- Tổng Bí thư Ban Chấp hành Trung ương Đảng Nông Đức Mạnh (2001-2011)[cần dẫn nguồn]
- Tổng Bí thư Ban Chấp hành Trung ương Đảng Nguyễn Phú Trọng (2011-2024)
- Tổng Bí thư, Chủ tịch nước Tô Lâm (2024-nay)